# LoveStoned
"LoveStoned/I Think She Knows (Interlude)" (of '"LoveStoned") is een lied geschreven en geproduceerd door Justin Timberlake, Timbaland en Danja. Het is de vijfde single in Noord-Amerika en de vierde single in Europa van Timberlakes tweede solo-album FutureSex/LoveSounds. De release werd bevestigd op Timberlakes officiële website. De single is ook als vierde single in Australië uitgebracht. Het nummer doet het goed in Nederland, het was 3FM Megahit en door Radio 538 als Alarmschijf verkozen en topte in de Nederlandse Top 40 op #5. Dit succes volgde niet in Noord-Amerika maar wel in het Verenigd Koninkrijk met de 11e positie.

## Achtergrondinformatie
Het nummer "LoveStoned" vertelt over Timberlake's interesse jegens een vrouw, waarvan Timberlake denkt dat zij die ook heeft voor hem. De songtekst verwijzen naar "flashing lights" oftewel "flitsend licht" dat haar raakt, als Timberlake haar aankijkt tijdens haar aanwezigheid. De term "LoveStoned" geeft de indruk dat Timberlake een sterke wens heeft een relatie te hebben, maar dit nog niet heeft. Er is ook een drie minuten durende interlude dat begint met het eindigen van de "LoveStoned"-beat, dat beatboxing bevat van Timberlake zelf, synth beats en violen, waarna een simpele gitaarriff van een elektrische gitaar de interlude inleidt, een wat tragere gedeelte dan het lied zelf, met toegevoegde percussie, piano en snaren. Timberlake meldde bij een interview met AOL dat de beat geïnspireerd is door de band Interpol.

## Singlekeus
Jive Records en Timberlake hadden "LoveStoned" gepland als derde of single single van zijn album, maar vanwege het hogere populariteit van "What Goes Around..." deed het label besluiten een en ander om te draaien. Midden in de koers van "What Goes Around..." kondigde Timberlake aan dat "LoveStoned" de vierde single zou worden. Een video werd geschoten en de promotie was klaar om te starten. Maar op het moment dat het weer in de Verenigde Staten warmer begon te worden, begonnen radiostations "Summerlove" te spelen. Dit zorgde ervoor dat "LoveStoned" weer vertraging kreeg, hoewel het al in andere landen uitgebracht was. Jive besloot "Summerlove" daar uit te brengen en "LoveStoned" als vijfde single.

## Video
Manchester Evening News meldde dat het schieten van de clip in de Web Studios in Salford, Engeland was. Timberlake zei dat ze bij het opnemen 600 kilowatt aan lichtkracht hebben gebruikt, het meeste dat een studio ooit heeft gebruikt. De video had zijn première op 13 juli 2007 Yahoo! Music. In Nederland werd de clip als Superclip verkozen op TMF. Hij is geregisseerd door Robert Hales.

## Tracklist

### Single
1. "LoveStoned (Albumversie)" - 7:24
2. "LoveStoned (Don Zee Remix)" - 4:38
3. "LoveStoned (Matrix & Futurebound Remix)" - 7:25
4. "LoveStoned (Femi Fem & T-Money Funketeria Mix Mix)" - 7:11

### Versies en remixen
1. "LoveStoned/I Think She Knows (Interlude)" (Albumversie) - 7:24
2. "LoveStoned/I Think She Knows (Interlude)" (Video Edit) - 5:30
3. "LoveStoned/I Think She Knows (Interlude)" (Instrumentaal) - 7:24
4. "LoveStoned" (Radio Edit) - 4:14
5. "LoveStoned" (Don-Zee Remix) - 7:05
6. "LoveStoned" (Don-Zee Remix Edit) - 4:38
7. "LoveStoned" (Goldtrix Remix) - 7:26
8. "LoveStoned" (Femi Fem 12" Remix) - 7:11
9. "LoveStoned" (Femi Fem 7" Remix) - 4:20
10. "LoveStoned" (Justice Remix) - 4:45
11. "LoveStoned" (Tiësto Club Life Remix) - 5:01

## Hitnotering
| LoveStoned in de Nederlandse Top 40 - binnen: 30 juni 2007 | LoveStoned in de Nederlandse Top 40 - binnen: 30 juni 2007 | LoveStoned in de Nederlandse Top 40 - binnen: 30 juni 2007 | LoveStoned in de Nederlandse Top 40 - binnen: 30 juni 2007 | LoveStoned in de Nederlandse Top 40 - binnen: 30 juni 2007 | LoveStoned in de Nederlandse Top 40 - binnen: 30 juni 2007 | LoveStoned in de Nederlandse Top 40 - binnen: 30 juni 2007 | LoveStoned in de Nederlandse Top 40 - binnen: 30 juni 2007 | LoveStoned in de Nederlandse Top 40 - binnen: 30 juni 2007 | LoveStoned in de Nederlandse Top 40 - binnen: 30 juni 2007 | LoveStoned in de Nederlandse Top 40 - binnen: 30 juni 2007 | LoveStoned in de Nederlandse Top 40 - binnen: 30 juni 2007 | LoveStoned in de Nederlandse Top 40 - binnen: 30 juni 2007 | LoveStoned in de Nederlandse Top 40 - binnen: 30 juni 2007 | LoveStoned in de Nederlandse Top 40 - binnen: 30 juni 2007 | LoveStoned in de Nederlandse Top 40 - binnen: 30 juni 2007 |
| Week                                                       | 1                                                          | 2                                                          | 3                                                          | 4                                                          | 5                                                          | 6                                                          | 7                                                          | 8                                                          | 9                                                          | 10                                                         | 11                                                         | 12                                                         | 13                                                         | 14                                                         | 15                                                         |
| ---------------------------------------------------------- | ---------------------------------------------------------- | ---------------------------------------------------------- | ---------------------------------------------------------- | ---------------------------------------------------------- | ---------------------------------------------------------- | ---------------------------------------------------------- | ---------------------------------------------------------- | ---------------------------------------------------------- | ---------------------------------------------------------- | ---------------------------------------------------------- | ---------------------------------------------------------- | ---------------------------------------------------------- | ---------------------------------------------------------- | ---------------------------------------------------------- | ---------------------------------------------------------- |
| Nummer                                                     | 22                                                         | 14                                                         | 5                                                          | 6                                                          | 5                                                          | 5                                                          | 7                                                          | 9                                                          | 9                                                          | 12                                                         | 19                                                         | 22                                                         | 25                                                         | 33                                                         | uit                                                        |